# 吴朴
吴朴（1500年—1570年），原名吳雹，字華甫，明朝诏安三都下美村人。
弘治十三年（1500年）出生，补邑诸生，遂更名朴。其貌不扬，而博洽群书，讀書過目不忘。嘉靖年间，林希元隨毛溫伯征安南，聘请吴朴为参军。後因事入獄。隆庆四年（1570年）卒。
著有《龍飛紀略》、《渡海方程》等。